# Буг (тендер)
«Буг» — лоц-судно Черноморского флота Российской империи с парусным вооружением тендера, первое из двух судов одноимённого типа. Находилось в составе флота с 1850 года, во время службы использовалось для выполнения гидрографических работ на Чёрном море и реке Буг, а в последние годы службы в качестве плавучего маяка в Николаеве.

## Описание судна
Парусное лоц-судно с железным корпусом, одной мачтой и парусным вооружением тендера, первое из двух судов одноимённого типа. Проектное водоизмещение судна составляло 111 тонн, фактическое — 210 тонн, длина 25 метров, ширина — 6,1 метра, а осадка — 1,4 метра.

## История службы
Тендер «Буг» был заложен на стапеле «железносудостроительного заведения» при Николаевском адмиралтействе в 1849 году, а в 1850 году спущено на воду. Строительство вёл кораблестроитель капитан М. М. Окунев.
В 1861 году судно было зачислено в состав Черноморского флота России.
В кампании с 1862 по 1879 год судно использовалось для выполнения гидрографических работ на Чёрном море и реке Буг.
18 (30) декабря 1879 года тендер был отчислен к Николаевскому порту.
По состоянию на 1902 год числился как «плавучий маяк № 1».

## Командиры судна
Командирами судна «Буг» в составе Российского императорского флота в разное время служили:
- Макаров (1862—1878 годы);
- Белоусов (1879 год).